# Stereotyp
Stereotyp (z gr. στερεός „twardy, stały, sztywny, przestrzenny” i τυπος „wzór, odcisk”) – konstrukcja myślowa zawierająca komponent poznawczy, emocjonalny i behawioralny oraz uproszczone przeświadczenie dotyczące genezy różnych zjawisk, w tym dotyczących innych grup społecznych. Jako pierwszy terminu „stereotyp” na określenie uproszczonych schematów, klisz i wyobrażeń, którymi ludzie posługują się do oceniania i kategoryzowania, użył Walter Lippmann w swojej książce „Opinia Publiczna”.

## Definicje
Stereotyp to nadmierne uogólnienie, generalizacja, schemat poznawczy, który może być przyjęty przez jednostkę w wyniku własnych obserwacji, przejmowania poglądów innych osób, wzorców przekazywanych przez społeczeństwo, może być także wynikiem procesów emocjonalnych (np. przeniesienia agresji). Stereotypy mogą być negatywne, neutralne lub pozytywne, chociaż najczęściej spotyka się wyobrażenia negatywne.
Stereotyp jest przekonaniem zbiorowym – jest to przekonanie żywione przez pewną grupę ludzi: mianem „stereotypu” nie można określić przekonania – spełniającego wszelkie pozostałe kryteria – żywionego wyłącznie przez jedną osobę. Jest wyrażany w zdaniu ogólnym (na przykład „[Wszyscy] Polacy są nieporządni”). Nie będzie stereotypem przekonanie ogólne, lecz prawdziwe lub – ogólne, fałszywe, ale uzasadnione, ponieważ stereotyp to fałszywe i niedostatecznie uzasadnione, a dotyczące pewnej grupy osób (nadgeneralizacja), przekonanie zbiorowe, zwykle niewrażliwe na argumentację.
Wyróżnia się stereotypy narodowe, czyli wyobrażenia dotyczące innych narodów.

## Źródła stereotypów
Takiemu upraszczaniu przekazu podlegają wszelkie ludzkie wyobrażenia o otaczającym ich świecie, zarówno przyrody, jak i społeczeństwa. Ma to związek między innymi z takimi sposobami porządkowania rzeczywistości, jak kategoryzacja, generalizacja, schemat poznawczy. Jeśli fałszywe, zbiorowe, niedostatecznie uzasadnione i uparcie żywione przekonanie na temat jakiegoś wycinka rzeczywistości odnosi się do wszystkich ludzi określonej grupy, wtedy nazywane jest stereotypem (przekonanie dotyczące na przykład pewnych zjawisk czy przedmiotów nazywane jest ogólnie schematem poznawczym).
Stereotypy często oparte są na niepełnej wiedzy oraz fałszywych przekonaniach o świecie, utrwalone są przez tradycję i trudno podlegają zmianom, a w szczególności odrzuceniu. Liczni badacze doszukiwali się jednak „ziarna prawdy” w stereotypach, powstało nawet określenie „trafność stereotypu”. W przypadku pojawienia się faktów obalających stereotyp ludzie mają skłonność do traktowania go jako wyjątku – „wyjątek potwierdza regułę” lub do tworzenia subkategorii bez naruszenia kategorii podstawowej.
Inne źródła stereotypów:
- podniesienie samooceny[a]
- teoria rzeczywistego konfliktu
- przeniesienie agresji
- twarzyzm
- międzygrupowa asymetria językowa
- konflikt symboliczny
- lęk międzygrupowy

Stereotypy mogą prowadzić do narastania uprzedzeń wobec danej grupy. Uprzedzenia mogą być negatywne lub pozytywne, lecz w europejskiej szkole badaczy przedmiotu przyjęło się traktować uprzedzenia jako zjawiska negatywne. W związku z tym mamy do czynienia z negatywną postawą, niechęcią lub dyskryminowaniem. W przypadkach ekstremalnych może ono prowadzić do ludobójstwa (zobacz też: stereotypizacja wroga).
Stereotypy mogą być wykorzystane przez różne podmioty do manipulacji odbiorcą. Rząd danego kraju chcąc wywołać wojnę może – jeśli nie istnieje negatywny stereotyp obywateli kraju atakowanego – zainicjować kampanię w celu powstania tego negatywnego stereotypu. Taka kampania jest znana jako demonizacja.

## Stereotyp a odchylenia poznawcze
Stereotypy polegają na przypisywaniu tych samych cech, zwłaszcza negatywnych, całej grupie społecznej (zobacz oszczędność poznawcza). Przekonania stereotypowe opierają się na założeniu homogeniczności (jednorodności) tych grup. Jak wykazują badania psychologiczne, im bardziej przedstawiciel stereotypizowanej grupy pasuje do stereotypu tym bardziej jesteśmy skłonni ignorować jego cechy indywidualne.
Amerykańscy psychologowie przeprowadzili eksperyment, w którym przedstawili studentom fikcyjne akta sądowe i poprosili ich o wyrażenie opinii w sprawie wcześniejszego zwolnienia opisanych w tych aktach przestępców. Jeżeli dany przestępca pasował do stereotypu, na przykład Meksykanin dokonał napadu i kradzieży, a Amerykanin pochodzenia brytyjskiego z klasy wyższej dokonał malwersacji finansowych, to studenci ignorowali inne, indywidualne cechy, na przykład dobre sprawowanie się w więzieniu. Psychologowie postawili wniosek, że jeżeli dana osoba zachowuje się zgodnie ze stereotypem, to zakładamy, że ten fakt wynika z jej wewnętrznych predyspozycji. Nie bierzemy pod uwagę innych okoliczności.
Z kolei zjawisko zagrożenia stereotypem jest zaburzeniem poznawczym, które u osób będących przedmiotem stereotypu zwiększa stres w trakcie czynności, które mogłyby ten stereotyp potwierdzić.

## Struktura stereotypu
Mechanizm tworzenia się stereotypów w ludzkiej świadomości przedstawia model sieci skojarzeniowej. Autorzy tego modelu zakładają, że pojedyncze informacje (węzły) zapisane w mózgu są ze sobą powiązane, tworząc sieć. Informacje składające się na taki węzeł podzielono na kilka kategorii:
- cechy definiujące – czyli takie, które determinują przynależność do danej grupy na przykład aby zostać zaliczony do grupy Polacy należy być urodzonym w Polsce, mówić po polsku, mieć polski paszport;

- cechy charakterystyczne – nie definiują one kategorii, ale są ściśle z nią związane. Są to najważniejsze elementy stereotypowe. Przykładowymi cechami charakterystycznymi dla stereotypu Polaka będą „dużo pije”, „pieniacz”, „religijny”, „patriota”;

- egzemplarze – są to członkowie kategorii, z którymi osoba budująca stereotyp zetknęła się w swoim życiu. Mogą to być ludzie spotykani osobiście, ale także postacie telewizyjne, muzycy, postacie historyczne, bohaterowie literaccy. Przykładami takich postaci dla sieci stereotypowej Polaka będą Lech Wałęsa, Jan Paweł II, Adam Małysz.

Węzły sieci stereotypowych są ze sobą powiązane w rozmaitych konfiguracjach i tak na przykład węzeł sieci stereotypu Polaka może być połączony z węzłem sieci stereotypu Rosjanina poprzez cechę charakterystyczną „dużo pije”.

## Stereotyp w językoznawstwie
Szersze znaczenie ma pojęcie stereotypu w językoznawstwie. O stereotypach mówi się nie tylko w przypadku grup etnicznych, rasowych czy płciowych, lecz także określa się w ten sposób każde potoczne wyobrażenie na temat dowolnego obiektu czy zjawiska utrwalone w języku.
Ojcem takiego rozumienia stereotypu jest Hilary Putnam, który rozgraniczył wiedzę naukową (encyklopedyczną) na temat danego pojęcia od wiedzy potocznej. Można więc mówić o naukowym znaczeniu wyrazu „woda” – jest to pewien rodzaj cząsteczki chemicznej o określonym wzorze, oraz o jego sensie potocznym – czyli o stereotypie, wedle którego woda jest życiodajna, ma magiczną moc, oznacza świeżość. Współcześnie duża grupa językoznawców poświęca się analizie stereotypów wyrażeń potocznych, pisząc o stereotypach „kamienia”, „żaby” czy „kosmosu”.
W językoznawstwie stereotyp nie jest pojęciem nacechowanym negatywnie, mówi się o trzech jego funkcjach:
- poznawczej – pozwala on na szybsze przetwarzanie informacji i klasyfikowanie zjawisk;
- wartościującej – zawiera ocenę obiektów i zjawisk, ta funkcja jest jedyną mogącą powodować negatywne konsekwencje na przykład w przypadku stereotypów etnicznych;
- społecznej – wspólne stereotypy – przekonania na temat natury rzeczywistości – integrują wyznającą je społeczność i pozwalają jej określić się na tle innych grup.

## Modele zmiany stereotypów
Wyróżniamy trzy modele zmiany stereotypów (Weber i Crocker):
- model buchalteryjny – dostarczenie szeregu informacji niezgodnych ze stereotypem;
- model przekształceniowy – wystąpienie jednej silnej, wyrazistej informacji zmieniającej stereotyp;
- model wykształcenia stereotypu niższego rzędu (substereotypu, „aneksu” do stereotypu) – informacja niezgodna ze stereotypem prowadzi do stworzenia subkategorii pozwalającej na przyswojenie jej bez konieczności zmiany początkowego stereotypu.

Jak wykazują niektóre badania psychologiczne, wpływ stereotypowych przekonań na postrzeganie danych osób zmniejsza się wraz z osobistą znajomością tych osób. Oznacza to, że im dłużej znamy jakiegoś przedstawiciela grupy dotkniętej stereotypem, tym bardziej zwracamy uwagę na jego cechy indywidualne, zmniejszając znaczenie przekonań stereotypowych. Amerykańscy psychologowie przeprowadzili badanie, w którym przeanalizowali zachowania personelu pewnego szpitala psychiatrycznego względem białych i czarnych pacjentów. Z dokumentacji medycznej wynikało, że biali i czarni pacjenci wykazywali ten sam stopień agresywności, pomimo to Czarni spotykali się z o wiele ostrzejszymi reakcjami personelu – na przykład częściej podawano im zastrzyki uspokajające i zakładano kaftan bezpieczeństwa. Te statystyki dotyczyły jednak nowych pacjentów, których personel szpitala nie znał. Po pewnym czasie, pod wpływem znajomości z pacjentem, różnice w traktowaniu pacjentów zmniejszały się. Psychologowie postawili wniosek, że brak informacji o danym pacjencie był kompensowany przez stereotypowe przekonanie o agresywności Czarnych. Gdy jednak personel zaznajomił się z pacjentem, poznawał jego indywidualne, niezgodne ze stereotypem cechy, ograniczając znaczenie i wpływ stereotypu.
Przeczą temu z kolei empiryczne badania naukowe dowodzące, że wiele stereotypów jest zgodnych z prawdą.